# Port de les Cases d'Alcanar

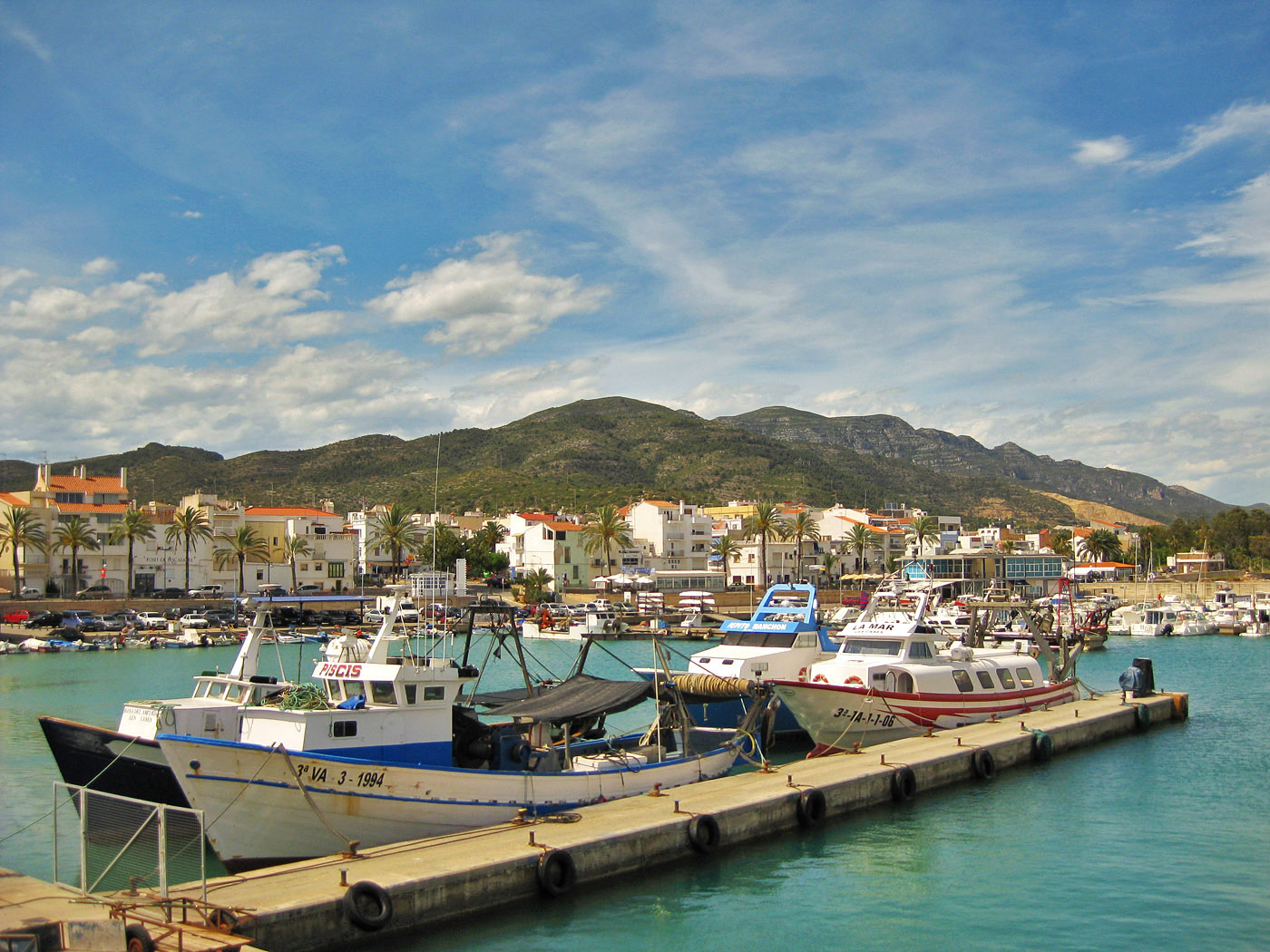
Vista del port i la població de les Cases d'Alcanar, amb la serra del Montsià al fons

El Port de les Cases d'Alcanar és un port públic pesquer i esportiu situat enfront del nucli de les Cases d'Alcanar, al municipi d'Alcanar (Montsià). És el port més meridional de la costa catalana i l'únic que disposa d'una bocana orientada al nord-est. N'és el titular l'organisme de Ports de la Generalitat. Té 2 dics i 14 molls, amb un total de 992 metres lineals de molls. El calat de la bocana és de 4,5 metres.

## Història
La construcció del port va ser promoguda i financiada per la Confraria de Pescadors de les Cases d'Alcanar. Aquesta confraria es va constituir el 1942, però els seus inicis es remunten al 1911, amb la constitució de la Sociedad de Marineros. En aquells temps les embarcacions es propulsaven a rems i veles, i restaven varades a la platja. Amb l'aparició de les embarcacions a motor, els pescadors van buscar punts d'amarratge en ports propers, la Ràpita i Vinaròs, principalment, i les famílies van començar a traslladar-se a viure-hi. Per a solucionar-ho, la confraria de pescadors sol·licitava constantment al govern de l'Estat la construcció d'un port, però la demanda mai va ser atesa. El 1972 l’alcalde i el patró major de la Confraria de Pescadors van demanar a Madrid l'autorització per construir un espigó per a la protecció de la platja de les Cases d'Alcanar, que acabaria sent la dàrsena pesquera, finançada pels membres de la confraria i finalitzada el 1987.

## Dàrsena pesquera
La dàrsena pesquera ocupa els molls de Ribera, Ponent i Llevant. Disposa d'una llotja de 352 m², 21 casetes de pesca, dipòsit de gel i magatzem. La flota pesquera té 16 vaixells.
La llotja de peix va ser reformada l'any 2010 per l'empresa pública Ports de la Generalitat. La subhasta té lloc cada dia feiner, al voltant de les cinc de la tarda. Els visitants poden observar la subhasta del peix, sense interferir en les tasques del sector pesquer.

## Dàrsena esportiva
La dàrsena esportiva disposa de 181 amarradors per a embarcacions de fins a 12 metres d'eslora. Està gestionada pel Club Nàutic les Cases d'Alcanar, que disposa d'un edifici social, un bar restaurant, una escola de vela, i una secció de pesca esportiva que organitza diverses activitats, com sortides i concursos de diferents modalitats de pesca.